# Auguste Comte
Auguste Comte (ejtsd: ógüszt kont; teljes neve Isidore Marie Auguste François Xavier Comte; Montpellier, 1798. január 17. – Párizs, 1857. szeptember 5.) francia filozófus, a pozitivizmus átfogó rendszerré fejlesztője.

## Élete
Royalista érzelmű, szigorúan vallásos családban született. Középiskolai tanulmányait a helyi líceumban végezte, majd 1814-től az Ecole Politechnique diákja lett (itt matematikát tanult), s rövid időn belül az iskola egyik vezéregyénisége lett. Az elavult vizsgarendszer elleni tiltakozás miatt azonban kizárták a tanintézetből. Ekkor alkalmi munkákból, óraadásból élt, majd 1817-től Henri de Saint-Simon személyi titkára lett. Az utópista gondolkodó oly nagy hatást gyakorolt Comte-ra, hogy egyes kutatók körében feltámadt a gyanú, miszerint Comte a mester tanait vette át, illetve fejlesztette tovább. A következő gondolatok: A történelem az emberi értelem fejlődésének folyamata, vagy A filozófia feladata a tökéletes társadalom megalapozása, vagy Az emberi megismerésnek és a társadalom történetének egyaránt három fázisa van, mind Saint-Simontól (is) eredeztethető. A közös munkálatok (folyóiratok, cikkgyűjtemények kiadása) közben nézeteltéréseik támadtak, s ennek folytán 1824-ben szétváltak útjaik.
Comte ezt követően többször is pályázott tanári állásra, de mindig elutasították, ezért a lakásán tartott előadásokat a pozitív filozófia alapjairól. Ezt a párizsi értelmiség némi gyanakvással fogadta. 1848-ban létrehozta a Pozitivista Társaságot, 1851-től III. Napóleon buzgó híveként a pozitív vallás megteremtésén fáradozott. (E vallás értelmében a legfelsőbb lényeg felé irányuló szeretetre kell támaszkodnia az emberiségnek. Ennek kapcsán az intellektus a szívnek és az erkölcsiségnek rendelődik alá, s így többet nyújthat mint a puszta tudomány.) Majd filozófiával kezdett foglalkozni. Nagyon erőteljes szellemi munkát folytatott, ami kimerítette az energiáját és megzavarta az elméjét. Erre hivatkoztak azon személyek, akiket ebben az időben Comte írásaiban bírálni kezdett. Ismert, hogy ellenezte Alexander Bach Olaszországban majd később Magyarországon végrehajtott intézkedéseit. A személyét ért támadásokra már nem tudott megfelelő mértékben reagálni. Később öngyilkosságot is megkísérelt. A későbbiekben elvesztette állását és tisztelői adományaiból élt. Majd egy újabb házasság átsegítette a nehézségein.

## Munkássága

### Pozitivizmus
Egy új vallást akart megalapítani, az emberiség vallását, melynek ő volt a főpapja és a legfőbb törvényhozója. Ennek érdekében létrehozta a Pozitív Társaságot.
Metafizikának tekintett és bírált minden olyan elméletet, amely elismeri a tapasztalható dolgokon túli objektív valóság létezését és megismerhetőségét, bár ő is feltételezte a külvilág létezését.
Korszerű filozófia szerinte csak a pozitivista filozófia lehet, amely azon a felismerésen nyugszik, hogy csak a jelenségeket és egymáshoz való viszonyukat ismerhetjük meg. 
A dolgok, jelenségek lényege, végcélja azonban ismeretlen marad előttünk.
Ismeretünk és tudásunk mindenkor viszonylagos (relatív).
Meg kell elégedni a jelenségek külalakjának leírásával.
Az emberi tudásnak határai vannak.
Filozófiájának alapelve, hogy a tényekből, a pozitív tapasztalatokból kell kiindulni. A tény nem más, mint a tudományos igazság.
A tudomány feladata:
- Jelenségek csoportosítása, leírása, rendszerezése.
- Feltételek kutatása, amelyek között a jelenségek végbemennek.

A pozitivizmus csak a természet törvényeit ismeri el, melyekből minden jelenség ered. Abból az elvből indul ki, hogy a tudományok alapját a természettudományok alkotják. A filozófiának is a természettudományok képezik az alapját.
A tudományok új osztályzását vezette be, az egyszerűséget és az általánosságot érvényesítette. Az általa elismert hat tudomány:
- matematika
- csillagászat
- fizika
- kémia
- biológia
- szociológia

A tudományoknak ez a történeti sorrendje, ugyanakkor minden egyes tudomány a rákövetkezőnek az előfeltétele, az előző nélkül egyik sem létezhet.
A tudományok között rangsor van, amely a legáltalánosabbtól halad (matematika) a legkonkrétabb, legtudományosabb felé (szociológia, társadalomtudomány). A szociológia vizsgálja az emberi társadalom fejlődését, struktúráját.

### Szociológia
Szerinte a szociológiának a természettudományokhoz hasonló tudománnyá kell válnia, mert a társadalmat determinisztikus törvények uralják. Hitt abban, hogy az új tudomány hozzájárul majd az emberiség jólétéhez. Úgy gondolta, hogy a szociológia képes előre látni a szükségszerűen bekövetkező változásokat és feladata, hogy előremozdítsa, könnyebbé tegye a változásokat. A természettudományokkal való hasonlóság hangsúlyozása miatt nevezte magát pozitivistának, és tekintik ma is ezen irányzat első képviselőjének. A pozitivizmus célja olyan objektív, semleges filozófiai és tudományos szemléletmód kialakítása volt, ami mentes az idealizmustól és a materializmustól.
Fontos társadalmi alapelvekként a következőket jelölte meg:
- Az ember társas mivolta, természete
- A társadalom alapja a család
- A társadalom lényege az együttműködés, a munkamegosztás
- Az emberiség az a nagy „lény”, akit tisztelnünk kell

Comte szerint a halál átváltozás, az ember halhatatlanná válik, mert tovább él az utódok emlékezetében.

### Történelemszemlélete
Comte szerint az emberi társadalom története három szakaszra osztható:
1. Katonai társadalom 
  - tekintélyuralom, a cselekvést feltétlen tekintélyek uralják,
  - a termelőmunkát a jobbágyok és a rabszolgák végzik,
  - a vallás nagy szerepet kap,
  - a politikai változásokhoz a természetfeletti princípiumokat hívják segítségül,
  - az uralkodó politikája jut kifejezésre.
2. Átmeneti szakasz
  - az előző felbomlasztása révén jön létre,
  - jogászok uralma dominál,
  - forradalmak, nyugtalanság, középréteg előretörése jellemzi.
3. Pozitív szakasz – ipari társadalom
  - a főszerep a gazdasági tevékenységé, a gazdasági eszköz az uralkodó,
  - itt jön létre a harmónia,
  - az ipari társadalom az emberiség normális állapota, meghatározza a szeretet, a rend, a progresszió,
  - a világi hatalom birtoklói: a gyakorlati munka végzői, az iparosok, és a tanárok,
  - a szellemi hatalom képviselői: a tudósok, az intellektuális elit,
  - a társadalom tudományosan szervezhető és irányítható.

A fentiekkel párhuzamosan az emberi szellem fejlődésének szerinte három foka a teológia (fiktív), a metafizika (absztrakt) és a pozitív (tudományos) fok. A három fejlődési fokra a következők jellemzőek:
1. Teológia foka: az emberiség gyermekkora, az uralkodó gondolkodásmód a fantázia, a világjelenségeket természetfeletti lények művének tulajdonítja.
2. Metafizika foka: a gondolkodás a jelenségek okát absztrakt fogalmakban jelöli meg (erő, képesség).
3. Pozitív fok: Fontos a megismerés, ami relatív. Ez a tudományos gondolkodás időszaka. Megfigyelés, kísérlet, kutatás a gondolkodás fő módszere.

A teológiai korszakban az isteni lényeg beavatkozásával magyarázták a jelenségeket, a metafizikai korszakban elvont gondolatokkal magyarázták őket, végül a pozitív korszakban természettudományos módszerekkel kimutatott törvényekkel magyarázzák őket. Elmélete szerint a pozitív korszakban a filozófusok és tudósok kormányozzák a társadalmat. Mesteréhez, Saint-Simonhoz hasonlóan az ipari társadalomról azt gondolta, hogy ebben a korszakban mindenki a neki megfelelő és megérdemelt társadalmi pozícióba kerül, ezért ez a társadalom igazságos lesz.

## Bibliográfia
- Henri Gouhier, La vie d'Auguste Comte, Gallimard, 1931
- Jean Delvolvé, Réflexions sur la pensée comtienne, Félix Alcan, 1932
- Henri Gouhier, La jeunesse d'Auguste Comte et la formation du positivisme, tome 1 : sous le signe de la liberté, Vrin, 1932
- Henri Gouhier, La jeunesse d'Auguste Comte et la formation du positivisme, tome 2 : Saint-Simon jusqu'à la restauration, Vrin
- Henri Gouhier, La jeunesse d'Auguste Comte et la formation du positivisme, tome 3 : Auguste Comte et Saint-Simon, Vrin, 1941
- Henri Gouhier, Œuvres choisies avec introduction et notes, Aubier, 1941
- Georges Canguilhem, « Histoire des religions et histoire des sciences dans la théorie du fétichisme chez Auguste Comte », Études d'histoire et de philosophie des sciences, Vrin, 1968
- Angèle Kremer-Marietti, Le projet anthropologique d'Auguste Comte, SEDES, 1980, réédition L'Harmattan, 1999
- Angèle Kremer-Marietti, L'anthropologie positiviste d'Auguste Comte, Lib. Honoré Champion, 1980
- Angèle Kremer-Marietti, Entre le signe et l'histoire. L'anthropologie positiviste d'Auguste Comte, Klincksieck, 1982, réédition L'Harmattan, 1999
- Angèle Kremer-Marietti, Le positivisme, Coll."Que sais-je?", PUF, 1982
- Angèle Kremer-Marietti, Le concept de science positive. Ses tenants et ses aboutissants dans les structures anthropologiques du positivisme, Méridiens Klincksieck, 1983
- Angèle Kremer-Marietti, Le positivisme d'Auguste Comte", L'Harmattan, 2006
- Pierre Macherey, Comte. La philosophie et les sciences, PUF, 1989
- Gertrud Lenzer, Auguste Comte: Essential Writings (1975), New York Harper, Paperback, 1997
- Raquel Capurro, Le positivisme est un culte des morts : Auguste Comte, Epel, 1999 (traduit en français en 2001) : l'étude la plus récente sur la vie d'Auguste Comte, la vision sans complaisance d'une psychanalyste de l'école de Lacan
- Auguste Comte, Positive Philosophy of Auguste Comte, Part I (1855), translated by Harriet Martineau, Kessinger Publishing, Paperback, 2003
- Pierre Laffitte (1823–1903): Autour d'un centenaire, in Revue des Sciences et des Techniques en perspective, 2ème série, vol. 8, n°2, 2004, Brepols Publishers, 2005
- Zeïneb Ben Saïd Cherni, Auguste Comte, postérité épistémologique et ralliement des nations, L'Harmattan, 2005
- Mary Pickering, Auguste Comte: An Intellectual Biography, Cambridge University Press (1993), Paperback, 2006

## Magyarul megjelent művei
- Comte Ágost socialphilosophiai értekezései. 1. fele; ford. Kun Sámuel, Révai, Bp., 1901 (Positivista könyvtár)
- A pozitív szellem. Két értekezés; ford., utószó, jegyz. Berényi Gábor; Magyar Helikon, Bp., 1979
- Socialphilosophiai értekezései. 1-4. köt.; Révai, Bp., 1901–1904; Franklin, 1912
- Beszéd a pozitív szellemről (részlet); ford. Berényi Gábor; in: Bevezetés a filozófiába. Szöveggyűjtemény; szerk. Steiger Kornél; Holnap, Bp., 1992